# 漕河泾开发区站
漕河泾开发区站位于中华人民共和国上海市徐汇区虹梅路街道宜山路与虹梅路交叉口，是上海地铁9号线的地铁车站，於2007年12月29日啟用。

## 车站构造
| 地面层   | 出入口             | 1-5出入口                        |  |  |
| 地下一层 | 道路               | 中环路隧道行车道路               |  |  |
|          | 站厅               | 票务服务、自动售票机、人工服务台 |  |  |
| 地下二层 | ①站台              | █ 9号线 往上海松江站（合川路）   |  |  |
|          | 岛式站台，左侧开门 |                                  |  |  |
|          | ②站台              | █ 9号线 往曹路（桂林路）         |  |  |

## 车站出口
本站分为东西两个互不相同的站厅，1、2号口位于东厅，3、4、5号口位于西厅
|          |                                        |      |  |
| 出口编号 | 建议前往目的地                         | 照片 |  |
| 1号口    | 宜山路北侧，虹许路东                   |      |  |
| 2号口    | 宜山路南侧，虹许路东                   |      |  |
| 3号口    | 宜山路南侧，虹许路西（通往公交枢纽站） |      |  |
| 4号口    | 宜山路北侧，虹梅路西                   |      |  |
| 5号口    | 宜山路北侧，虹梅路西                   |      |  |

注：设有无障碍电梯

## 车站设施
站台提供公用厕所及配备饮料自动售贩机

## 公交换乘
131、700、731、757、804、809、927、徐梅线

## 车站历史
2016年1月30日-2月21日，本站停运封站，对楼梯扶梯实施整体改造，在其东西站厅各增加两组上下行楼梯，进一步提升该站站台至站厅的通行能力。